# Stazione meteorologica di Bedonia
La stazione meteorologica di Bedonia è la stazione meteorologica di riferimento relativa alla località di Bedonia.

## Coordinate geografiche
La stazione meteo si trova nell'Italia nord-orientale, in Emilia-Romagna, in provincia di Parma, nel comune di Bedonia, a 544 metri s.l.m. e alle coordinate geografiche 44°30′N 9°38′E.

## Dati climatologici
In base alla media trentennale di riferimento 1961-1990, la temperatura media del mese più freddo, gennaio, si attesta a +1,0 °C; quella del mese più caldo, luglio, è di +20,0 °C .
| Bedonia            | Mesi | Mesi | Mesi | Mesi | Mesi | Mesi | Mesi | Mesi | Mesi | Mesi | Mesi | Mesi | Stagioni | Stagioni | Stagioni | Stagioni | Anno |
| Bedonia            | Gen  | Feb  | Mar  | Apr  | Mag  | Giu  | Lug  | Ago  | Set  | Ott  | Nov  | Dic  | Inv      | Pri      | Est      | Aut      | Anno |
| ------------------ | ---- | ---- | ---- | ---- | ---- | ---- | ---- | ---- | ---- | ---- | ---- | ---- | -------- | -------- | -------- | -------- | ---- |
| T. max. media (°C) | 4,7  | 6,9  | 10,0 | 14,3 | 19,1 | 22,8 | 25,8 | 25,0 | 21,9 | 15,9 | 10,1 | 6,5  | 6,0      | 14,5     | 24,5     | 16,0     | 15,3 |
| T. min. media (°C) | −2,7 | −1,7 | 1,2  | 4,9  | 8,9  | 12,4 | 14,2 | 13,7 | 11,0 | 7,0  | 3,2  | −0,2 | −1,5     | 5,0      | 13,4     | 7,1      | 6,0  |